# Schweizer Warmblut
Das Schweizer Warmblut (CH-Warmblut), auch (moderner) Einsiedler genannt, ist eine warmblütige Pferderasse, die nach dem Zweiten Weltkrieg entstand. Die wichtigste eingekreuzte Schweizer Rasse ist das Einsiedler Pferd (Cavallo della Madonna). Der Einsiedler ist heute nicht mehr vom Schweizer Warmblut zu unterscheiden.
Hintergrundinformationen zur Pferdebewertung und -zucht finden sich unter: Exterieur, Interieur und Pferdezucht.

## Exterieur
Das Schweizer Warmblut ist ein großes, ruhiges, gut gebautes Pferd von etwa 1,68 m Größe, das für alle Sparten der Reiterei geeignet ist. Die Selektions- und Leistungsprüfungsverfahren sind streng. Die Hengste werden sorgfältig ausgewählt und müssen mit 3 ½ Jahren und 5 Jahren eine Leistungsprüfung ablegen. Zu den Prüfungen gehören Springen, Dressur, Geländestrecke und Fahren. Das Exterieur ist wichtig, und die Pferde werden nur ausgewählt, wenn die Eltern leistungsgeprüft sind. Stuten werden im Alter von drei Jahren leistungsgeprüft und können nur eingetragen werden, wenn die Eltern eingetragene Halbblüter sind.

## Zuchtgeschichte
Obwohl die Schweizer Armee lange Zeit über Kavallerie verfügte, stützte sich die Schweiz in der Vergangenheit hauptsächlich auf den Import von Pferden. Allerdings wurden im 19. Jahrhundert auch Pferde exportiert, nach Frankreich, Deutschland und sogar England. Trotzdem lässt sich die Pferdezucht in der Schweiz bis ins 10. Jahrhundert zum Benediktiner-Kloster Einsiedeln zurückverfolgen. Der Marstall des Klosters gilt als das älteste noch betriebene Gestüt Europas. Heute liegt der Schwerpunkt der Schweizer Pferdezucht auf dem Staatsgestüt in Avenches und der Zucht des modernen Einsiedlers.
Die weitere Existenz der ältesten Pferdezucht Europas und der Schweiz, der Cavalli della Madonna, ist heute gefährdet.

### Einsiedler

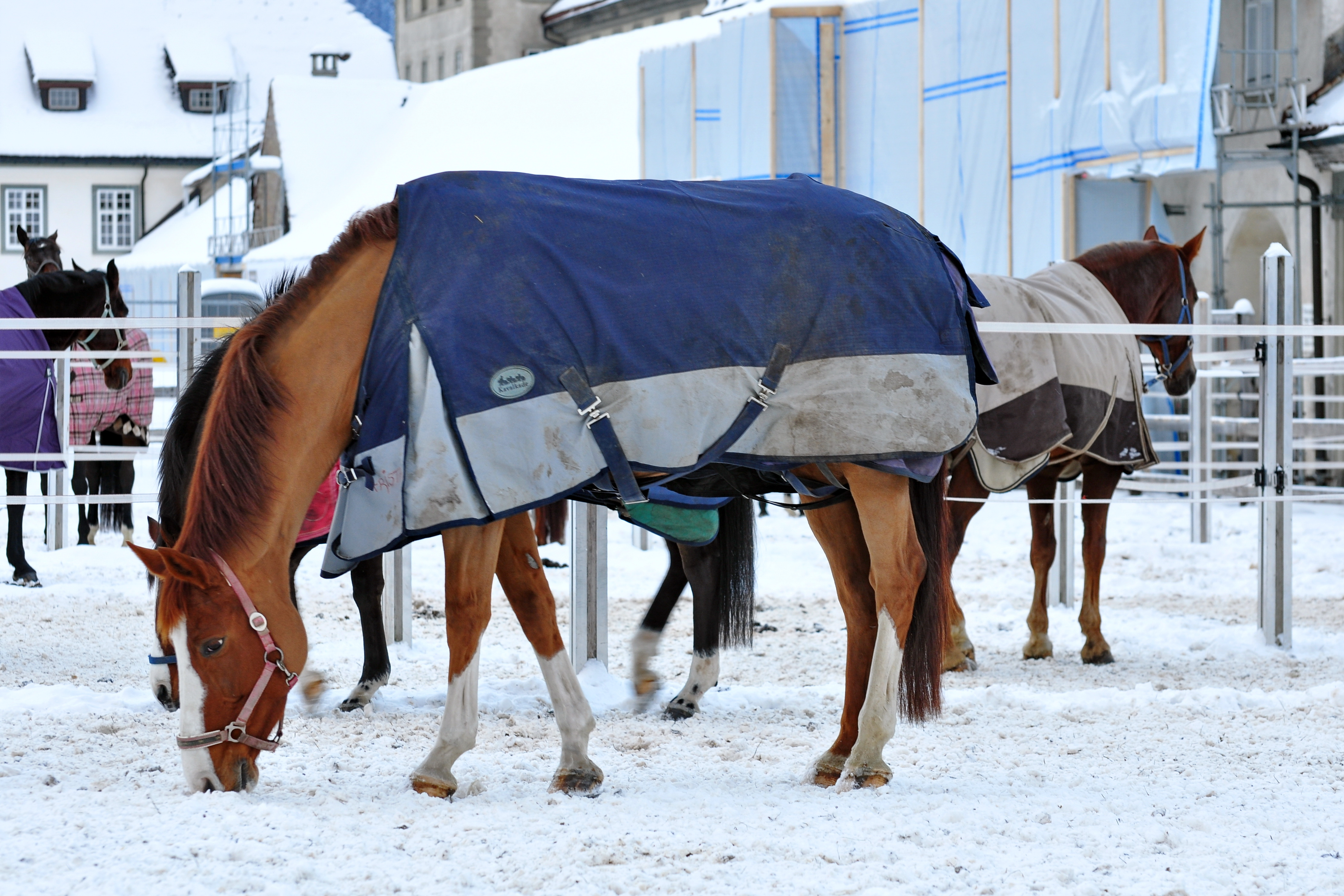
Einsiedler

Die Ursprünge des Einsiedlers stammen aus dem 10. und 11. Jahrhundert, die Rasse ist auf der Basis der bodenständigen Schwyzer begründet. Um 934 kam Dompropst Eberhard von Straßburg mit einem Tross in den Finstern Wald, an dessen Stelle sich heute das Dorf und das Kloster Einsiedeln befinden. Den ersten handschriftlichen Beweis über eine große Zahl von Pferden stellt eine Urkunde des Königs Heinrich IV. vom Februar 1064 dar. 1655 wurde das erste Stutbuch geöffnet. Nach einigen Einkreuzungen von spanischen, italienischen, türkischen und Friesenhengsten stellte Pater Isidor Moser 1784 ein zweites, umfangreiches Register zusammen.
Den größten Einschnitt erlebte die Zucht nach der Eroberung der Schweiz durch Napoleon. Die Generäle seiner Armee schenkten sich die schönsten Pferde aus dem Marstall gegenseitig, so dass nach dem Abzug der Franzosen die Zucht quasi neu aufgenommen werden musste. Im 19. Jahrhundert wurde die Rasse durch anglo-normannische Stuten und den 1865 importierten Yorkshire-Coach-Horse-Hengst Bracken verbessert. Später ging man zu einer Mischung aus Holsteiner/Normannen-Kreuzung über.

### Schweizer Warmblut
Nach dem Zweiten Weltkrieg nahm auch in der Schweiz das Interesse an einem Reit- und Sportpferd zu. Etwa 1960 war die Rasse des Schweizer Warmblut geboren, welche auf dem Staatsgestüt in Avenches gezüchtet wird. Das Gestütssymbol, das Schweizerkreuz, dient auch als Brandzeichen.
Gegen Ende der 1960er Jahre wurden schwedische und irische Stuten nach Avenches importiert. Die eingesetzten Hengste waren ebenso verschieden, unter anderem waren es Anglo-Normannen, Holsteiner und Schweden sowie einige einheimische Hengste.
Zu den wichtigsten Blutlinien zählen die der Anglo-Normannen Ivoire (* 1957). Que d’Espoir (* 1960) und Orimate du Mesnil (* 1958). Auch der Schwedische Warmblüter Aladin (* 1964) war sehr einflussreich, ebenso die beiden Holsteiner Astral (* 1957) und Chevalier (* 1956).
Da das Staatsgestüt Avenches bei der Auswahl der Hengste sehr tolerant ist und wie beim modernen Einsiedler Vollblüter, Hannoveraner, Schwedische Warmblüter, Selle Français, sowie gelegentlich auch Trakehner aufstellt, geht die Zahl der Importe inzwischen zurück.